# Mary Douglas Glasspool

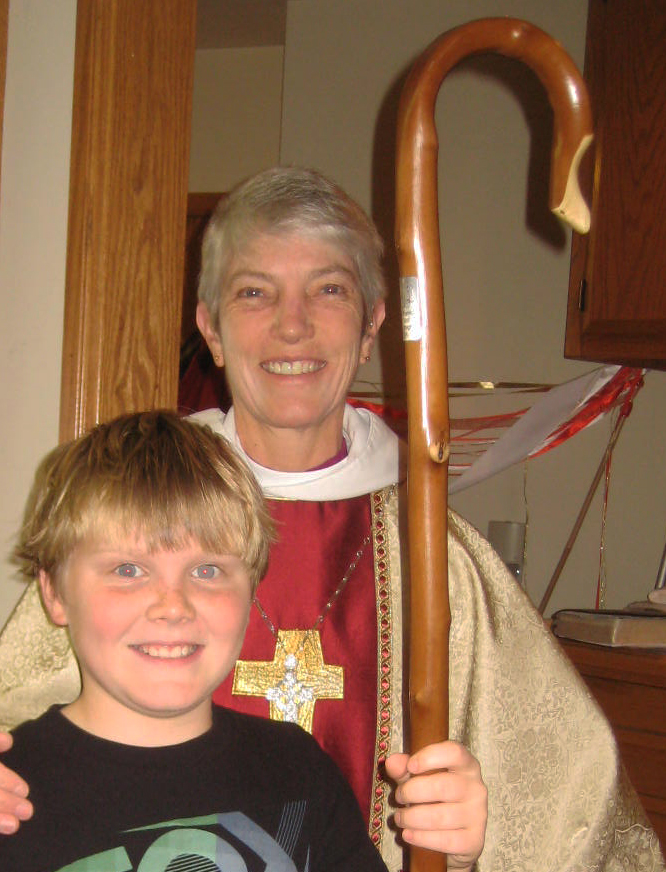
Mary Douglas Glasspool (hinten, 2011)

Mary Douglas Glasspool (* 23. Februar 1954 in Staten Island, New York City) ist eine US-amerikanische Weihbischöfin der Episkopalkirche der Vereinigten Staaten von Amerika.

## Leben
Nach ihrer Schulzeit studierte Glasspool anglikanische Theologie. Im März 1982 wurde Glasspool zur Priesterin der Episkopalkirche der Vereinigten Staaten von Amerika geweiht. Danach assistierte sie an der St Paul's Church in Chestnut Hill in Philadelphia. Von 1984 bis 1992 war sie Rektorin an der St Luke's & St Margaret's Church in Boston und dann in gleicher Funktion von 1992 bis 2001 an der St Margaret's Episcopal Church in Annapolis, Maryland tätig. Ab 2001 war sie als Kanonikerin für die Bischöfe von Maryland beschäftigt. Als Suffraganbischöfin des Bistums Los Angeles wurde sie am 4. Dezember 2009 gewählt und am 15. Mai 2010 geweiht. Seit 2016 arbeitet sie in der gleichen Funktion in der Episcopal Diocese of New York.
Glasspool lebt mit ihrer Lebensgefährtin seit 1988 zusammen.